# 崔鹏 (地质学家)
崔鹏（1957年8月7日—），陕西西安人，自然地理学与水土保持学家。

## 生平
1982年毕业于西北大学，1985年取得中国科学院成都地理研究所硕士学位，1990年取得北京林业大学博士学位。担任中国科学院水利部成都山地灾害与环境研究所研究员。2013年当选中国科学院院士。